# داک (فیلم)
داک (به انگلیسی: Doc) فیلمی محصول سال ۱۹۷۱ و به کارگردانی فرانک پری است. در این فیلم بازیگرانی همچون استیسی کیچ، فی داناوی، هریس یولین، مایکل ویتنی، دنور جان کالینز و پنه‌لوپه آلن ایفای نقش کرده‌اند.